# Creuzetul
Creuzetul, este un mixtape R.A.N.-S. lansat în 2008. El conține mai multe piese vechi ale formațiilor din R.A.N.-S., cât și 5 piese noi. Aceasta prefațează apariția albumului R.A.N.-S. Reuniune De Clasă. Membrii trupei sunt: R.A.C.L.A., Delikt, Da Hood Justice, Getto Daci, DJ Dox & DJ Undoo.

## Lista pieselor[1]
| Nr. | Titlu | Autor(i) | Text | Lungime |  |
| 1.  | „DJ Undoo & DJ Dox - Intro” (2008)                                                                                            |          | DJ Undoo & DJ Dox |         |  |
| 2.  | „R.A.C.L.A. - Cântăreții De Rap” (2000)                                                                                       |          | Rimaru, K-Gula & DJ Dox                                                                                                  | 3:51    |  |
| 3.  | „Da Hood Justice - Niquaganxta (feat. Brugner) (Remix)” (Feat. Brugner) (Remix) (1999)                                        |          | Nai'gh'ba, Stoe Toxxic, Brugner & Sub-Zero                                                                               | 5:00    |  |
| 4.  | „Delikt - Pace Cartierului (feat. Rimaru)” (Feat. R.A.C.L.A.) (1998)                                                          |          | Vexxatu' Vexx, Brugner & Rimaru                                                                                          | 5:04    |  |
| 5.  | „R.A.C.L.A. - Rime De Bine (feat. R.A.N.-S.)” (Feat. R.A.N.-S.) (1998)                                                        |          | Rimaru, Piele, Vexxatu' Vexx, Os, Stoe Toxxic, Brugner & Clonatu'                                                        | 5:26    |  |
| 6.  | „Delikt - R.A.N.-S. Partea 2 (feat. R.A.N.-S.)” (Feat. R.A.N.-S.) (1998)                                                      |          | Rimaru, Clonatu', Stoe Toxxic, Nai'gh'ba, Os, Piele, Dacian, Deceneu, Ioio, Romichete, Brugner, Vexxatu' Vexx & DJ Sleek | 7:41    |  |
| 7.  | „R.A.N.-S. - Bagă Rep” (2008)                                                                                                 |          | DJ Dox, Os, Nai'gh'ba, Brugner, Piele, Stoe Toxxic, Rimaru & DJ Undoo                                                    | 4:40    |  |
| 8.  | „Da Hood Justice - SuperSonic (feat. Methadon 3000)” (Feat. Methadon 3000) (1999)                                             |          | Nai'gh'ba, Stoe Toxxic, Vexxatu' Vexx & DJ Sleek                                                                         | 3:28    |  |
| 9.  | „R.A.C.L.A. - Old School” (2000)                                                                                              |          | Rimaru, K-Gula & DJ Dox                                                                                                  | 3:29    |  |
| 10. | „Delikt - Pentru Geilalzi” (1998)                                                                                             |          | Vexxatu' Vexx & Brugner                                                                                                  | 4:05    |  |
| 11. | „R.A.N.-S. - Și Vom Trăi” (2008)                                                                                              |          | Nai'gh'ba, Stoe Toxxic, Brugner, Rimaru, DJ Dox & DJ Undoo                                                               | 3:33    |  |
| 12. | „DJ Dox & DJ Undoo - Skit 1” (2008)                                                                                           |          | DJ Dox & DJ Undoo |         |  |
| 13. | „Brugner - Români Cu Clasă (feat. Da Hood Justice)” (Feat. Da Hood Justice) (1999)                                            |          | Nai'gh'ba, Stoe Toxxic & Brugner                                                                                         | 3:55    |  |
| 14. | „Da Hood Justice - Numai Pentru Frații Mei (feat. R.A.C.L.A.)” (Feat. R.A.C.L.A.) (1999)                                      |          | Nai'gh'ba, Stoe Toxxic, Sub-Zero & Rimaru                                                                                | 5:42    |  |
| 15. | „R.A.C.L.A. - Fără Nume (feat. L Doctor, Escobar, Brugner & Connect-R)” (Feat. L Doctor, Escobar, Brugner & Connect-R) (2000) |          | L Doctor, VD, K-Gula, Brugner, Connect-R, Rimaru & DJ Dox                                                                | 3:50    |  |
| 16. | „Da Hood Justice - Școala Veche De Rap (feat. R.A.C.L.A. & M&G)” (Feat. R.A.C.L.A. & M&G) (1999)                              |          | Nai'gh'ba, Stoe Toxxic, Sub-Zero, Rimaru, Mike, Co-G & Mary                                                              | 5:55    |  |
| 17. | „Delikt - Dreptu' La Vorbire” (1998)                                                                                          |          | Vexxatu' Vexx & Brugner                                                                                                  | 4:13    |  |
| 18. | „R.A.C.L.A. - Dinastia R.A.N.-S.” (1998)                                                                                      |          | Rimaru | 3:43    |  |
| 19. | „R.A.N.-S. - Repminiscente” (2008)                                                                                            |          | Brugner, Stoe Toxxic, Nai'gh'ba, Rimaru, DJ Dox & DJ Undoo                                                               | 5:03    |  |
| 20. | „DJ Undoo & DJ Dox - Outro” (2008)                                                                                            |          | DJ Undoo & DJ Dox |         |  |